# Ploštín
Ploštín – dawniej wieś na Liptowie na Słowacji w powiecie Liptowski Mikułasz, od 1978 r. dzielnica Liptowskiego Mikułasza. Liczy ok. 500 mieszkańców.

## Położenie
Ploštín leży na lewym brzegu Wagu, u północnych podnóży Niżnych Tatr, ok. 3 km na południe od centrum Liptowskiego Mikułasza i ok. 1 km na zachód od innej dzielnicy miasta – Iljanowa. Zabudowania osiedla leżą na wysokości 620–650 m n.p.m., rozciągnięte wzdłuż lewego brzegu potoku Ploštinka i lokalnej drogi, wiodącej z centrum miasta.

## Historia
Tereny Ploštína były zamieszkane przez człowieka już w czasach prehistorycznych. W rejonie zabudowań dzisiejszego osiedla znaleziono cmentarzysko popielnicowe kultury łużyckiej, liczne brązowe artefakty z młodszej epoki brązu oraz pozostałości osady kultury puchowskiej.
Wieś wspominana jest po raz pierwszy w 1263 r. W II połowie XV w. należała do feudalnego „państwa” z siedzibą w Liptowskim Gródku. Mieszkańcy zajmowali się rolnictwem i hodowlą owiec, a później również furmanieniem. W XIX w. rozwinęło się we wsi rzemiosło murarskie, a wielu tutejszych murarzy chodziło za pracą na „Dolną ziemię”, aż do Budapesztu. Do początków XX w. utrzymało się tu domowe płóciennictwo, a do lat międzywojennych – wyrób charakterystycznych chodników i kilimów z resztek materiałów oraz wikliniarstwo.
W czasach socjalistycznej Czechosłowacji większość mieszkańców utrzymywała się z pracy w państwowych gospodarstwach rolnych, budownictwie i zakładach przemysłowych Liptowskiego Mikułasza.
Już w II połowie XIX w. wiele drewnianych chałup zastąpiono domami murowanymi, które jednak położeniem na wąskich działkach szczytami do drogi oraz dyspozycją wnętrz odwzorowywały dawną zabudowę. Obecnie Ploštín ma charakter peryferyjnej dzielnicy mieszkaniowej o indywidualnej, współczesnej zabudowie.